# Phòng thay đồ

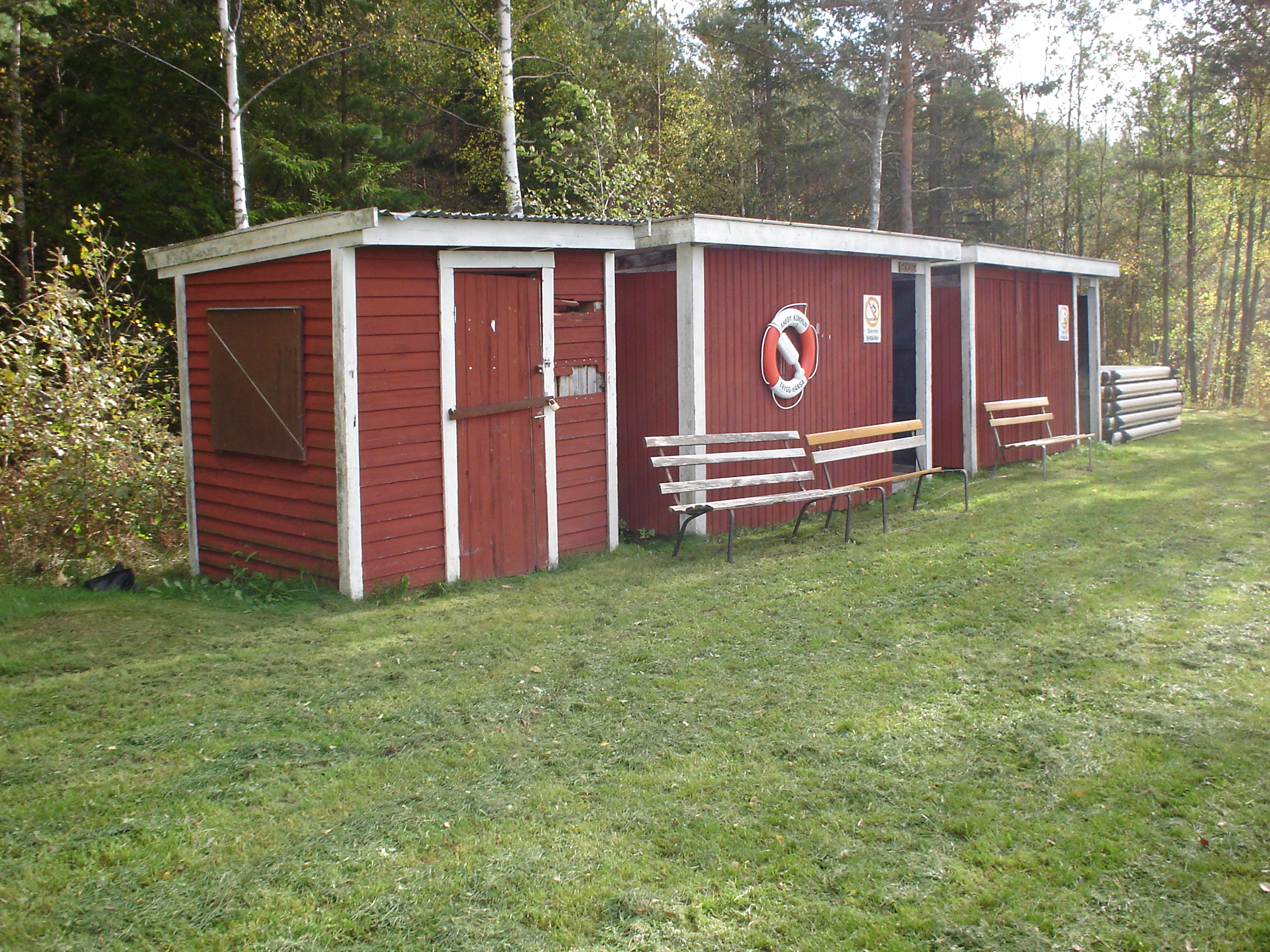
Một dãy phòng thay đồ nơi công cộng

Phòng thay đồ hay phòng thay áo/quần áo là một căn phòng hay khu vực được chỉ định để sử dụng vào mục đích làm chỗ để cho một người thay đổi quần áo. Phòng thay đồ được thiết kế như là một không gian bán công cộng (không gian công cộng nhưng khi một người sử dụng thì đó là không gian riêng tư cần tôn trọng) để cho phép mọi người thay đổi quần áo một cách kín đáo, người thay đồ hoặc là cá nhân hoặc trên cơ sở giới tính.

## Đặc điểm

### Công cộng

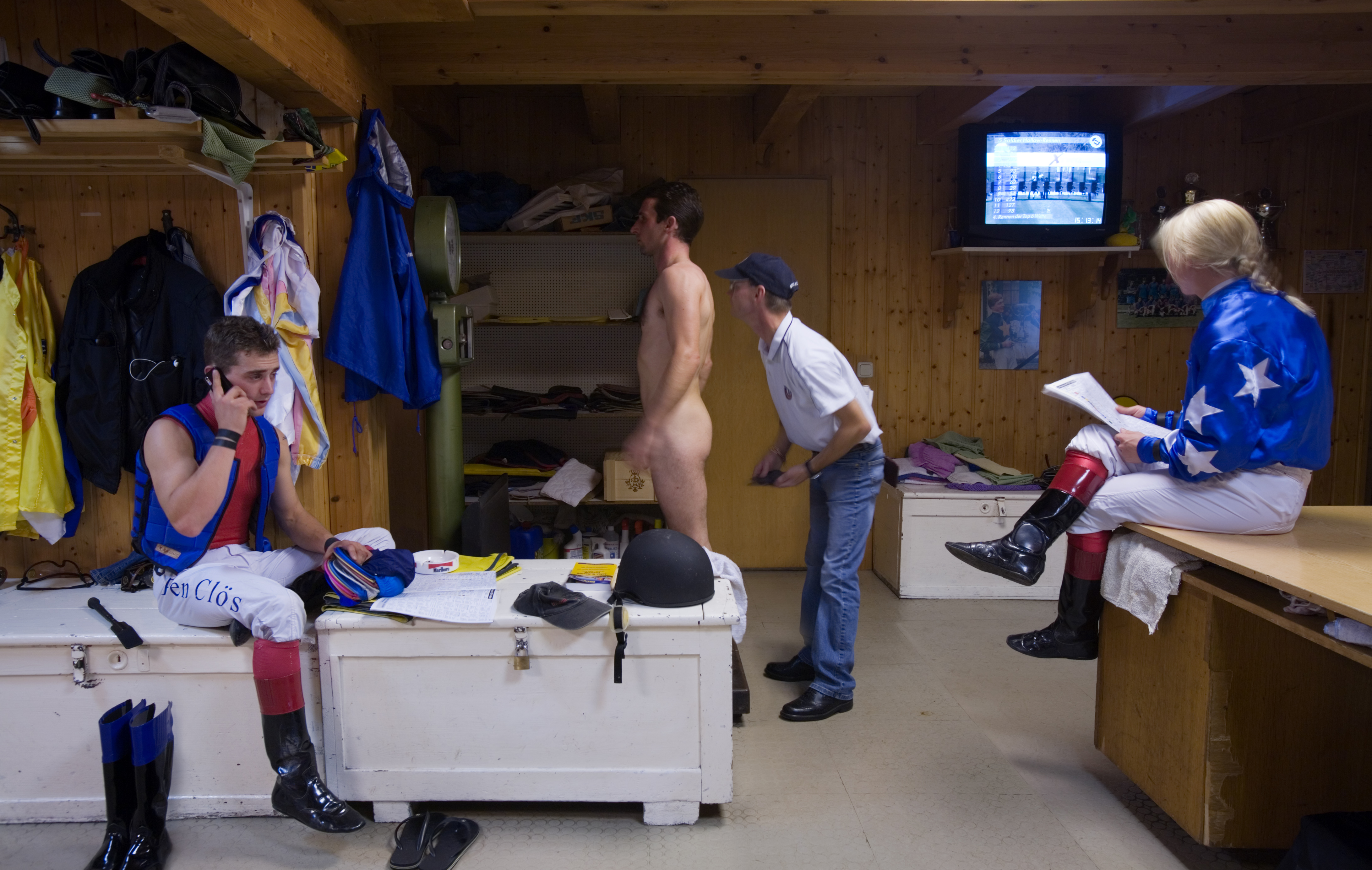
Bên trong một phòng thay đồ

Phòng thay đổi riêng biệt có thể được thiết kế bố trí dành cho nam giới và phụ nữ, hoặc có thể có một giới tính cụ thể ở trong khu vực liên quan đến  các buồng vệ sinh, nhà tắm công cộng, nhà vệ sinh công cộng, bãi tắm.... hoặc các quầy hàng. Đôi khi một người có thể thay đổi quần áo của họ trong một căn phòng nhỏ trong nhà vệ sinh  hay phòng tắm, đôi khi một căn phòng thay đổi tồn tại như một phần nhỏ của một nhà vệ sinh. Phòng thay đồ theo phong cách bãi biển thường là phòng lớn bố trí ghế ngồi đối với các bức tường. Một số phòng không có một mái nhà, mà chỉ có che chắn bằng rào cản cần thiết để ngăn người bên ngoài nhìn thấy người bên trong thay đồ.

Trong bóng đá, ngoài công việc chính là để cho các cầu thủ bóng đá thay trang phục sang đồng phục bóng đá của đội họ, phòng thay đồ đôi khi là nơi các cầu thủ bóng đá, huấn luyện viên có những chỉ đạo chiến thuật, chúc mừng, an ủi nhau khi thắng thua cũng như xảy ra nhiều vụ tai tiếng. Trong trận chung kết Giải vô địch bóng đá Đông Nam Á 2008 với đội tuyển Thái Lan, khi bị dẫn trước 1-0 ngay tại sân Mỹ Đình trong hiệp 1, huấn luyện viên Henrique Calisto đã bước vào phòng thay đồ và đã có những chỉ đạo, động viên đội tuyển Việt Nam, sau đó đội Việt Nam giành chiến thắng và đoạt chức vô địch. Các cầu thủ Brazil đôi khi còn biểu diễn kỹ thuật ngay trong phòng thay đồ.
Tại Anh, nhiều trường học ở nước này (hơn 200 trường học ở khắp nước Anh) lắp đặt camera an ninh trong nhà vệ sinh và phòng thay đồ học sinh để thuận lợi trong nhiều tình huống như phát hiện bạo lực học đường hay giáo viên hành hung học sinh, xâm phạm tình dục… tuy nhiên nhiều người Anh bức xúc vì vấn đề xâm phạm bí mật cá nhân này.

### Gia đình

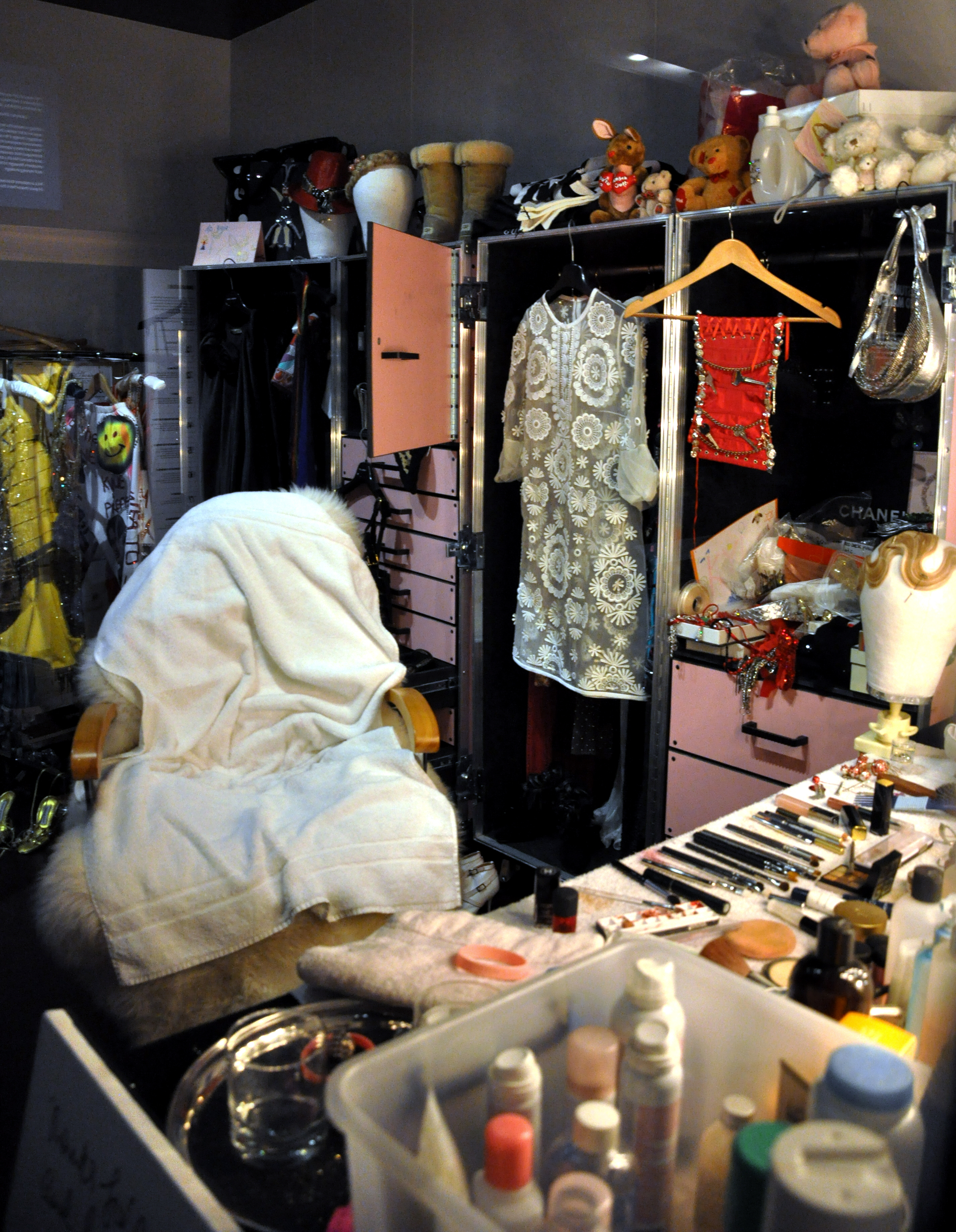
Một phòng thay đồ trong gia đình

Ở góc độ gia đình, khi xã hội ngày càng phát triển, nhu cầu ăn mặc của mọi người ngày càng tăng. Những chiếc tủ quần áo mua sẵn hầu như không còn đáp ứng được sự gia tăng nhanh chóng của quần áo trong gia đình. Chính vì vậy, tủ quần áo lớn được thiết kế như 1 phòng nhỏ đi vào trong thay đồ được sẽ trở nên phổ biến. Chỉ cần 1 diện tích nhỏ khoảng 4-10m2 là có thể bố trí một phòng thay đồ hiện đại, có sức chứa lớn và tiện nghi. Không gian này như một khoảng riêng giữa phòng tắm, vệ sinh và chỗ ngủ…
Không chỉ với những căn nhà lớn, việc thiết kế này cũng thích hợp với những căn nhà nhỏ nhằm tạo sự thông thoáng và gọn gàng cho phòng ngủ. Theo đó, cần có nhiều kệ nhỏ và những giá treo theo hướng mở để tiện cho việc sử dụng. Các hệ tủ có thể có cánh hoặc không có cánh, được phân chia thành các khu vực treo áo, treo quần, treo áo dài và váy, để quần áo gấp, để đồ lót, để cặp và túi, để giày dép, để đồ lặt vặt…riêng biệt, rất dễ dàng cất và lấy đồ.